# Martin Heckel

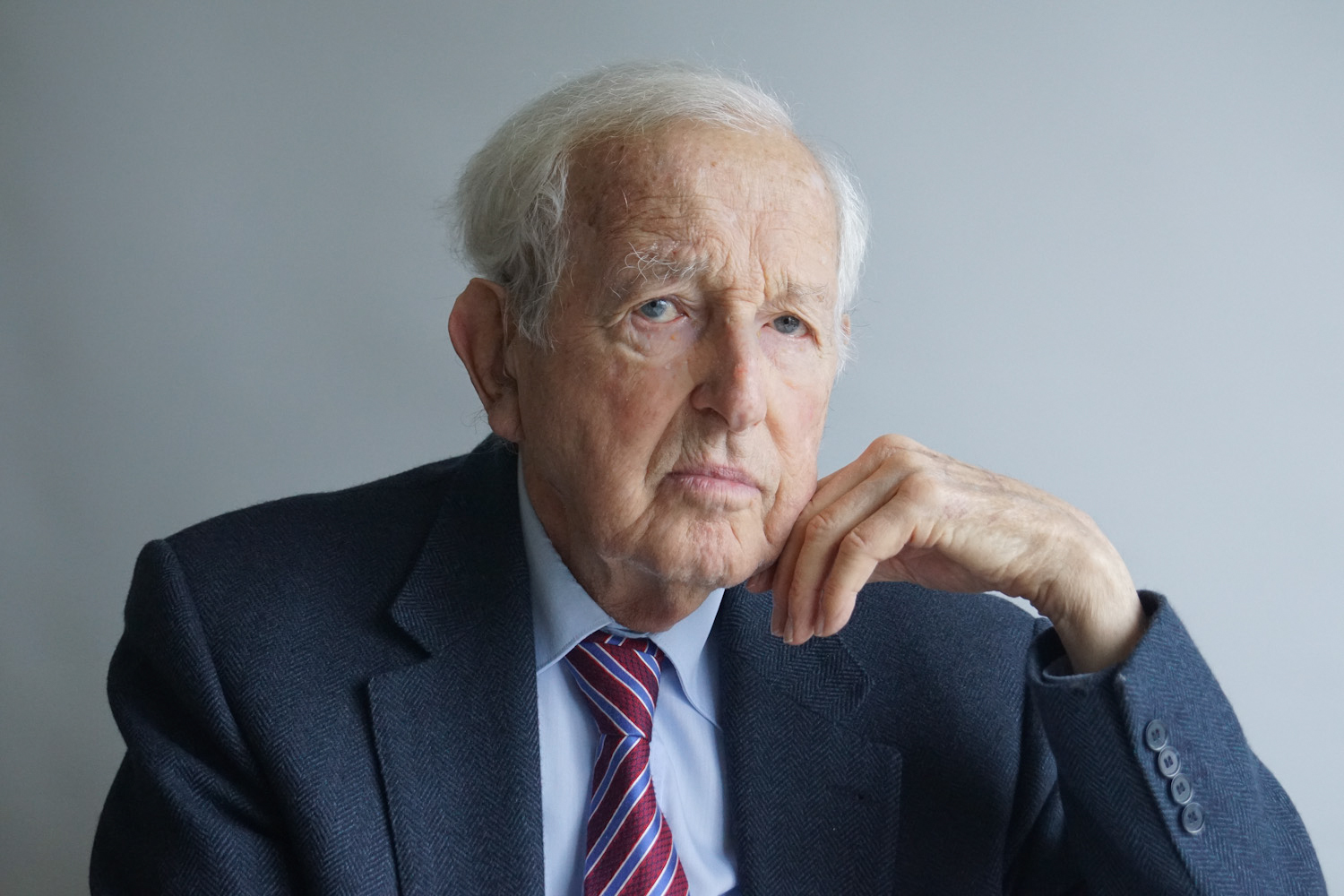
Martin Heckel (2022)

Martin Heckel (* 22. Mai 1929 in Bonn) ist ein deutscher Staats- und Kirchenrechtler.

## Werdegang
Martin Heckel ist ein Sohn des Staats- und Kirchenrechtlers Johannes Heckel und Bruder der Ägyptologin Ursula Kaplony-Heckel. Er studierte in München Rechtswissenschaft als Stipendiat der bayrischen Maximilianeums-Stiftung und legte dort die Erste und Zweite juristische Staatsprüfung ab. Nach der Promotion (1955) und Habilitation (1960) in Heidelberg wurde er 1960 an die Juristische Fakultät der Universität Tübingen als ordentlicher Professor für öffentliches Recht und Kirchenrecht berufen. Seit 1980 ist er kooptiertes Mitglied der Evangelisch-theologischen Fakultät Tübingen. Berufungen an die Juristischen Fakultäten in Marburg und Erlangen (1960), München (1968 und 1977), Bonn (1971) und an die Evangelisch-theologische Fakultät in Tübingen (1986) lehnte er ab.
Seit 1973 ist er Mitglied der Heidelberger Akademie der Wissenschaften, seit 1985 Mitglied der Historischen Kommission bei der Bayerischen Akademie der Wissenschaften, seit 1996 korrespondierendes Mitglied der Bayerischen Akademie der Wissenschaften. 1997 verlieh ihm die Evangelisch-theologische Fakultät München den Grad des Ehrendoktors der Theologie. 2004 wurden ihm das Bundesverdienstkreuz 1. Klasse und die Johannes-Brenz-Medaille der Württembergischen Evangelischen Landeskirche in Silber verliehen. 1999 erschien eine Festschrift zu seinem 70. Geburtstag.
1961 bis 1977 war er Mitglied der Württembergischen Evangelischen Landessynode, 1970 bis 1973 Mitglied des Rates und der Synode der EKD, 1976–1997 Präsident des Schiedsgerichtshofs der EKD, 1988 bis 1990 Vorsitzender der Deutschen Staatsrechtslehrervereinigung, 1972 bis 2000 Mitglied des Vorstandes des Vereins für Reformationsgeschichte, 1968 bis 1998 Mitherausgeber der Kanonistischen Abteilung der Zeitschrift der Savigny-Stiftung für Rechtsgeschichte (ZRG KA) und der Reihe Forschungen zur kirchlichen Rechtsgeschichte und zum Kirchenrecht. 1968–2019 war er geschäftsführender Herausgeber der Reihe Jus Ecclesiasticum. Beiträge zum evangelischen Kirchenrecht und zum Staatskirchenrecht (JE). Er war Mitglied der Vereinigung für Verfassungsgeschichte.

## Wissenschaftliches Werk
Martin Heckels wissenschaftliches Werk umfasst 14 Monographien (M) und sieben Bände Gesammelte Schriften. Staat – Kirche – Recht – Geschichte (GS, Band I/II 1989, Band III/IV 1997, Band V 2004, Bd. VI 2013; Bd. VII 2022; Jus Ecclesiasticum, Bd. 38, 58, 73, 100, 124) mit ausgewählten Abhandlungen, Festschriftbeiträgen und Rezensionsaufsätzen (A). In interdisziplinärer Ausrichtung widmen sie sich besonders den historischen Ursprüngen und aktuellen Wechselwirkungen zwischen der Jurisprudenz, Geschichtswissenschaft und Theologie, um die vielfältigen und weitreichenden Verbindungen zwischen der Rechtsgeschichte und der Rechtsdogmatik, dem staatlichen und dem kirchlichen Recht, der Praxis und der Theorie aufzuzeigen.
Schwerpunktmäßig behandeln sie einerseits die enormen historischen Auswirkungen der Theologie Luthers auf das katholische und evangelische Kirchenrecht und auf das Reichskirchenrecht des Alten Reichs, welches schon im Konfessionellen Zeitalter in Deutschland zu einer zukunftsträchtigen, in Europa einzigartigen Koexistenzordnung religiöser Freiheit und Gleichheit der großen Religionsgemeinschaften führte. Andererseits suchen sie das geltende deutsche Staatskirchenrecht und Kulturverfassungsrecht und das evangelische Kirchenrecht aus ihren historischen Ursprüngen, geistigen Grundlagen und modernen Geltungsbedingungen im Gesamtzusammenhang des freiheitlich-demokratischen Verfassungsrechts zu erklären. Die Arbeiten zur Verfassunggebung und Verfassungsänderung bieten eine differenzierte verfassungstheoretische Analyse der Wiedervereinigung Deutschlands 1990. In ihnen wurde das Modell zur Einigung der EKD und des Kirchenbundes der DDR entwickelt.
Seit den richtungweisenden Vorträgen und Diskussionen auf der Frankfurter Staatsrechtslehrertagung 1967 haben diese Studien maßgeblich an der Entwicklung und Begründung eines modernen Staatskirchenrechts aus den Grundrechtsgarantien liberaler Freiheit und Gleichheit mitgewirkt, das den religiösen Kräften und Traditionen eine eigenständige, bekenntnisgemäße Entfaltung im pluralistischen Rechtssystem der Gegenwart ohne Privilegierung und ohne Diskriminierung durch dominante konfessionelle oder ideologische Kräfte ermöglicht und ihre große kulturstaatliche und sozialstaatliche Wirksamkeit gewährleistet. Dadurch wurde die ältere, auf die institutionellen Beziehungen des Staates und der Religionsgemeinschaften konzentrierte Lehre des Staatskirchenrechts überwunden, die nach der bis dahin herrschenden „Koordinationstheorie“ noch stark von einer einheitlichen christlichen Gesellschaft und vom nachwirkenden Leitbild einer Dyarchie der geistlichen und staatlichen Gewalt im „christlichen Staat“ ausging.

## Schriften (Auswahl)
Ein den bibliographischen Angaben vorangestelltes „M“ steht für eine Monographie, ein „A“ für einen Aufsatz.

### Zu den Rechtsproblemen der lutherischen Reformation
- (M:) Martin Luthers Reformation und das Recht. Die Entwicklung der Theologie Luthers und ihre Auswirkung auf das Recht unter den Rahmenbedingungen der Reichsreform und der Territorialstaatsbildung im Kampf mit Rom und den „Schwärmern“ (XIV und 988 S.), Tübingen: Mohr Siebeck 2016, ISBN 978-3-16-154468-2 (Broschur), ISBN 978-3-16-154211-4 (Gewebe), (= Jus ecclesiasticum, Band 114);
- (A:) Rechtstheologie Luthers, in: Evangelisches Staatslexikon, 1. A., 1966, S. 743–774 (auch in M. Heckel, GS I, S. 324-366);
- (A:) Die zwiespältigen Rechtswirkungen der lutherischen Reformation durch das Wort, Zeitschrift für Theologie und Kirche (ZThK), 108. Jahrgang 2011, S. 202–224 (auch in Ders., GS VI, S. 3-25);
- (A:) Von Luthers Reformation zum ius reformandi des Reichskirchenrechts. Rechtliche Perspektiven der Adelsschrift Luthers 1520, in: J. Kiehnle u. a. (Hg.), FS Jan Schröder, Tübingen 2013, S. 661-681 (GS VI, S. 26–47);
- (A:) Luthers Traktat „Von der Freiheit eines Christenmenschen“ als Markstein des Kirchen- und Staatskirchenrechts, ZTHK 109. Jg., 2012, S. 122–152 (GS VI, S. 48-76);
- (A:) Das Konzil im theologischen und politischen Ringen der Evangelischen um die Religionsverfassung des Alten Reichs, Zeitschrift der Savigny-Stiftung für Rechtsgeschichte, Kanonistische Abteilung (ZRG KA), 2012, S. 246–297 (GS VI, S. 77-126);
- (A:) Martin Luthers Reformation und das Recht, ZRG KA 2017, S. 277–322 (GS VII, S. 64-109);
- (A:) Luthers Haltung zur Obrigkeit, JZ 72, 2017, S. 1129–1139 (GS VII, S. 110-135);
- (A:) Luthers Stellung zur Obrigkeit bei der Reform der Landeskirchen, ZRG KA 2018, S. 236–303 (GS VII, S. 177-235);
- (A:) Luther und die Toleranz, Kerygma und Dogma, 65, 2019, S. 3–46 (GS VII, S. 136-176).
- (A:) Kaiser Karls V. Begegnung mit Luther auf dem Reichstag zu Worms 1521, Juristenzeitung (JZ), 76. Jahrgang, 2021, H. 9, S. 425-434 (GS VII, S. 236-257).

### Zum reichsrechtlichen Koexistenz-System im Konfessionellen Zeitalter
- (M:) Deutschland im konfessionellen Zeitalter. 2. Aufl. Göttingen 2001;
- (A:) Autonomia und Pacis Compositio. Der Augsburger Religionsfriede in der Deutung der Gegenreformation, ZRG KA 1959, S. 142–248 (auch in M. H., GS I, S. 106-226);
- (A:) Parität (I), ZRG KA 1963, S. 261–420 (GS I, S. 106-226);
- (A:) Zur Historiographie des Westfälischen Friedens. Die Bedeutung des Werkes von Fritz Dickmann für die deutsche Verfassungs- und Kirchenrechtsgeschichte, ZRG KA 1971, S. 322-335 (GS I, S. 484-500);
- (A:) Itio in partes. Zur Religionsverfassung des Heiligen Römischen Reiches Deutscher Nation, ZRG KA 1978, S. 180–308 (GS II, S. 636-736);
- (A:) Die reichsrechtliche Bedeutung des Bekenntnisses, in: M. Brecht/R. Schwarz (Hg.) Bekenntnis und Einheit der Kirche. Studien zum Konkordienbuch, Stuttgart 1980, S. 57-88 (GS II, S. 737–752);
- (A:) Reichsrecht und „Zweite Reformation“: Theologisch-juristische Probleme der reformierten Konfessionalisierung, in: H. Schilling (Hg.), Das Problem der „Zweiten Reformation“, Gütersloh 1986, S. 11-43 (GS II, S. 999–1032);
- (A:) Die Krise der Religionsverfassung des Reiches und die Anfänge des Dreißigjährigen Krieges, in: K. Repgen (Hg.), Krieg und Politik 1618-1648, München 1988, S. 107-131 (GS II, S. 970–998);
- (A:) Die Wiedervereinigung der Konfessionen als Ziel und Auftrag der Reichsverfassung im Heiligen Römischen Reich Deutscher Nation, in: H. Otte/R. Schenk (Hg.), Die Reunionsgespräche im Niedersachsen des 17. Jahrhunderts: Leibniz-Molan-Spinola, 1999 (GS III, S. 179–203);
- (A:) Konfession und Reichsverfassung. Bekenntnisbildung und Bekenntnisbindung in den Freiheitsgarantien und der Verfassungsorganisation des Reichs seit der Glaubensspaltung, in: P. Prodi (Hg.), Glaube und Eid, Schr. des Hist. Kollegs, Kolloquien 28, München 1993, S. 69-96 (GS III, S. 230–261);
- (A:) Religionsbann und landesherrliches Kirchenregiment, in: H. Chr. Rublack (Hg.), Die lutherische Konfessionalisierung in Deutschland, Gütersloh 1992, S. 130-162 (GS III, S. 262–293);
- (A:) Die Veränderungen des kanonischen Rechts durch die Reformation und die Religionsverfassung des Alten Reiches, in: H. Bookmann u. a. (Hg.), Recht und Verfassung im Übergang vom Mittelalter zur Neuzeit, Göttingen 1998 (GS III, S. 336–381);
- (A:) Die Religionsprozesse des Reichskammergerichts im konfessionell gespaltenen Reichskirchenrecht, ZRG KA 1991, S. 283–350 (GS III, S. 382-440);
- (A:) Das Restitutionsedikt Kaiser Ferdinands II. vom 6. März 1629 – eine verlorene Alternative der Reichskirchenverfassung, in: G. Köbler/H. Nehlsen (Hg,) FS K. Kroeschell 1997, S. 351-376 (GS V, S. 185–208);
- (A:) Zu den Anfängen der Religionsfreiheit im Konfessionellen Zeitalter, in: M. Ascheri u. a. (Hg.), „Ins Wasser geworfen und Oceane durchquert“, FS K. W. Nörr, Köln/Weimar/Wien 2003, S. 349-401 (GS V, S. 81–134);
- (A:) Ius reformandi, Auf dem Weg zum „modernen“ Staatskirchenrecht im Konfessionellen Zeitalter, in: I. Dingel u. a. (Hg.), Reformation und Recht, FS G. Seebaß, Gütersloh 2002, S. 75-126 (GS V, S. 135–184);
- (A:) Der Augsburger Religionsfriede, Seine Sinnwandel vom provisorischen Notstands-Instrument zum sakrosankten Reichsfundamentalgesetz religiöser Freiheit und Gleichheit, Juristenzeitung 60, 2005, S. 961-970 (GS VI, S. 174–198);
- (A:) Konfessionalisierung in Koexistenznöten. Zum Augsburger Religionsfrieden, Dreißigjährigem Krieg und Westfälischen Frieden in neuerer Sicht (Rezensionsaufsatz zu K. Repgen, Dreißigjähriger Krieg und Westfälischer Friede, 1998), HZ 280, 2005, S. 647-690 (GS VI, S. 632–670);
- (A:) „Zelo domus Dei“?. Fragen zum Protest des Heiligen Stuhls gegen den Westfälischen Frieden, in: B. R. Kern u. a. (Hg.), Humaniora, FS. A. Laufs, Heidelberg 2006, S. 93-121 (GS VI, S. 199–230);
- (A:) Politischer Friede und geistliche Freiheit im Ringen um die Wahrheit. Zur Historiographie des Augsburger Religionsfriedens von 1555 (Rezensionsaufsatz zu A. Gotthard, Der Augsburger Religionsfriede, 2004), HZ 282, 2006, S. 391-426 (GS VI, S. 601–631);
- (A:) Zur Bedeutung des Verfahrensrechts in der Reichsverfassung des Konfessionellen Zeitalters, in: R. Richardi u. a. (Hg.), FS E. Picker, Tübingen 2010, S. 1213-1241 (GS VI, S. 231–262).

### Zum Zusammenhang von Konfessionalisierung und Säkularisierung
- (M:) Korollarien zur Säkularisierung, SB der Heidelb. Akad. d. Wiss. 1981;
- (M:) Die Menschenrechte im Spiegel der reformatorischen Theologie, Abh. d. Heidelberger Akademie d. Wiss. 1987;
- (A:) Säkularisierung. Staatskirchenrechtliche Aspekte einer umstrittenen Kategorie, ZRG KA 1980, S. 1–163 (GS II, S. 773–911);
- (A:) Weltlichkeit und Säkularisierung, Staatskirchenrechtliche Probleme in der Reformation und im Konfessionellen Zeitalter, in: B. Moeller (Hg.), Luther in der Neuzeit, Gütersloh 1983, S. 34-54 (GS II, S. 912–933);
- (A:) Das Problem der „Säkularisation“ in der Reformation, in: I. Crusius (Hg.), Zur Säkularisation geistlicher Institutionen im 16. und im 18./19. Jahrhundert, Göttingen 1996, S. 31-56 (GS III, S. 204–229);
- (A:) Die katholische Konfessionalisierung im Spiegel des Reichskirchenrechts, in: W. Reinhard/H. Schilling (Hg.), Die katholische Konfessionalisierung, Gütersloh 1995, S. 184-227 (GS III, S. 294–335);
- (A:) Zur Auswirkung der Konfessionalisierung auf das Recht im Alten Reich, ZRG KA 2010, S. 407–454 (GS VI, S. 127–173).

### Zur Entwicklung des evangelischen Kirchenrechts
- (M:) Staat und Kirche nach den Lehren der evangelischen Juristen Deutschlands in der ersten Hälfte des 17. Jahrhunderts (ZRG KA 1956, S. 117–247, 1957, S. 202–308), 2. A. München 1968, Jus Ecclesiasticum Bd. 6;
- (A:) Zu Tradition und Fortschritt im Kirchenrecht, in: Tradition und Fortschritt im Recht, Festschrift zum 500-jährigen Bestehen der Tübinger Juristenfakultät, Tübinger Rechtswissenschaftliche Abhandlungen, Bd. 46, Tübingen 1977, S. 491–516 (GS II, S. 613–635);
- (A:) Zur zeitlichen Begrenzung des Bischofsamtes, Zeitschrift für evangelisches Kirchenrecht (ZevKR) 27, 1982, S. 134–155 (GS II, S. 934–954);
- (A:) Das Verhältnis von Staat und Kirche nach evangelischem Verständnis, in: J. Listl/D. Pirson (Hg.), Handbuch des Staatskirchenrechts der Bundesrepublik Deutschland (HdbStKirchR), 1. Bd., 2. A., Berlin 1994, S. 157-208 (GS III, S. 595–643);
- (A:) Kirchenreformfragen im Verfassungssystem, Zur Befristung der Leitungsämter in einer lutherischen Landeskirche, ZevKR 40, 1995, S. 280–319 (GS III, S. 553–594);
- (A:) Das Bekenntnis – ein Vexierbild des Staatskirchenrechts?, In: Bohnert u. a. (Hg.), „Verfassung, Philosophie, Kirche“, FS A. Hollerbach, Berlin 2001, S. 675-689 (GS V, S. 209–242);
- (A:) Kirchliche Rechtsgeschichte in neuerer Sicht. Zu Chr. Links Lehrbuch, ZevKR 57, 2012, S. 1–56 (GS VI, S. 671–727).

### Zur Verfassungsgeschichte
- (A:) Die Neubestimmung des Verhältnisses von Staat und Kirche im 19. Jahrhundert, in: R. Mußgnug (Hg.), Entstehung und Wandel verfassungsgeschichtlichen Denkens, Der Staat, Beiheft 11, Berlin 1996, S. 165–194 (GS III, S. 441–470);
- (A:) Das Ringen um die Verfassunggebende Gewalt der Ersten Deutschen Nationalversammlung im Jahre 1848/49, in: C. L. Classen u. a. (Hg.), „In einem vereinten Europa dem Frieden in der Welt dienen …“, FS Th. Oppermann, Berlin 2001, S. 15–64 (GS V, S. 1–50);
- (A:) Zum Wandel des Föderalismus – am Beispiel des Bundesrates und des Verordnungsrechts, in: M. Brenner u. a. (Hg.), „Der Staat des Grundgesetzes – Kontinuität und Wandel“, FS P. Badura Tübingen 2004, S. 169–199 (GS V, S. 51–80);
- (A:) Vom Alten Reich zum neuen Staat. Entwicklungslinien des deutschen Staatskirchenrechts in der Neuzeit, Zeitschrift für neuere Rechtsgeschichte (ZNR), 28, 2006, S. 235–278 (GS VI, S. 300–354);
- (A:) Von der „Religionspartei“ zur „Religionsgesellschaft“. Schlüsselbegriffe zum religiösen Selbstbestimmungsrecht und Selbstverständnis, in: O. Depenheuer u. a. (Hg.), Staat im Wort, FS J. Isensee, Heidelberg 2007, S. 1003-1032 (GS. VI, S. 263–299).

### Zum geltenden deutschen Staatskirchenrecht
- (M:) Gleichheit oder Privilegien? Der Allgemeine und der Besondere Gleichheitssatz im Staatskirchenrecht, Tübingen 1993;
- (M:) Religionsfreiheit. Eine säkulare Verfassungsgarantie, 1997 (als Monographie in GS III, S. 647–859);
- (M:) Vom Religionskonflikt zur Ausgleichsordnung. Der Sonderweg des deutschen Staatskirchenrechts vom Augsburger Religionsfrieden 1555 bis zur Gegenwart, Abh. d. Bayer. Akademie der Wissenschaften, Neue Folge Heft 130, München 2007;
- (A:) Die Kirchen unter dem Grundgesetz, in: Veröffentlichungen der Vereinigung der Deutschen Staatsrechtslehrer (VVDStRL) Berlin 1968, S. 5-56 (GS I, S. 402–446);
- (A:) Staat und Kirchen in der Bundesrepublik: Staatskirchenrechtliche Aufsätze 1950–1967, ZevKR 18, 1973, S. 22–61 (GS I, S. 501-538);
- (A:) Die religionsrechtliche Parität (II), in E. Friesenhahn/U. Scheuner (Hg.) HdbStKirchR, Bd. I (1. A), Berlin 1974, S. 445–544 (GS I, S. 227-323);
- (A:) Die staatliche Gerichtsbarkeit in Sachen der Religionsgesellschaften, in: P. Badura/R. Scholz (Hg.), Wege und Verfahren des Verfassungslebens, FS P. Lerche, München 1993, S. 213-237 (GS IV, S. 1026–1052);
- (A:) Zur Ordnungsproblematik des Staatskirchenrechts im säkularen Kultur- und Sozialstaat, JZ 49, 1994, S. 425-431 (GS IV, S. 1053–1068);
- (A:) Das Kreuz im öffentlichen Raum. Zum „Kruzifix“-Beschluss des Bundesverfassungsgerichts, DVBl. 1996, S. 453-482 (GS IV, S. 1069–1136);
- (A:) Der Einfluss des christlichen Freiheitsverständnisses auf das staatliche Recht, in: H. Marré u. a. (Hg.), Das christliche Freiheitsverständnis in seiner Bedeutung für die staatliche Rechtsordnung, Essener Gespräche 30, Münster 1996, S. 82-136 (GS III, S. 490–550);
- (A:) Die Kirchen im Sozialstaat. Staatskirchenrechtliche Probleme und Positionen kirchlicher Wohlfahrtspflege, in: F. Ruland u. a. (Hg.), „Verfassung, Theorie und Praxis des Sozialstaats“, FS H. F. Zacher, Heidelberg 1998, S. 235-257 (GS V, S. 623–646);
- (A:) Kontinuität und Wandlung des deutschen Staatskirchenrechts unter den Herausforderungen der Moderne, ZevKR 1999, S. 340–384 (GS V, S. 243-286);
- (A:) Religionsfreiheit und Staatskirchenrecht in der Rechtsprechung des Bundesverfassungsgerichts, in: P. Badura/H. Dreier (Hg.), Festschrift 50 Jahre Bundesverfassungsgericht, Tübingen 2001, Bd. II, S. 379–420 (GS V, S. 303-346);
- (A:) Von der „Freiheit eines Christenmenschen“ zur pluralistischen Religionsfreiheit, in: M. Herdegen u. a. (Hg.), Staatsrecht und Politik. Festschrift für Roman Herzog, München 2009, S. 97-116 (GS VI, S. 357–378);
- (A:) Zur Zukunftsfähigkeit des deutschen „Staatskirchenrechts“ oder „Religionsverfassungsrechts“? Archiv des öffentlichen Rechts (AöR), 134 2009, S. 309–390 (GS VI, S. 507-583);
- (A:) Staatskirchenrecht als säkulare Rahmenordnung im Spiegel von Luthers Lehren über Kirche und Welt, Weltlichkeit und Verweltlichung, ZThK 117, 2020, S. 70-139 (GS VII. S. 1-63).

### Zum Kulturverfassungsrecht
- (M:) Staat – Kirche – Kunst. Rechtsfragen kirchlicher Kulturdenkmäler, Tübingen 1968;
- (M:) Die theologischen Fakultäten im weltlichen Verfassungsstaat, Tübingen 1986;
- (M:) Organisationsstrukturen der Theologie in der Universität, Berlin 1987;
- (M:) Religionsunterricht in Brandenburg. Zur Regelung des Religionsunterrichts und des Faches Lebensgestaltung – Ethik – Religionskunde (LER), Berlin 1998;
- (M:) Der Rechtsstatus des Religionsunterrichts im pluralistischen Verfassungssystem, Tübingen 2002;
- (A:) Die Situation des Kirchenrechts an den deutschen Universitäten, ZevKR 18, 1973, S. 330–354 (GS I, S. 539-562);
- (A:) Zur Errichtung theologischer Fakultäten im Spannungsfeld von Kulturverfassungsrecht und Staatskirchenrecht, in: R. Bartlsperger u. a., Rechtsstaat – Kirche – Sinnverantwortung, FS K. Obermayer, München 1986, S. 181-191 (GS IV, S. 987–997);
- (A:) Der Denkmalschutz an den Sakralbauten in der Bundesrepublik Deutschland. Kulturschutz und Kirchenfreiheit im säkularen Verfassungssystem, in: Denkmalpflege und Denkmalschutz an den Sakralbauten in der Bundesrepublik Deutschland und in Frankreich, Deutsch-Französische Colloquien Kirche – Staat – Gesellschaft, 7, Kehl/Straßburg 1987, S. 85-106 (GS II, S. 1075–1098);
- (A:) Kulturkampfaspekte. Der Kulturkampf als Lehrstück modernen Staatskirchenrechts, in: D. Schwab u. a. (Hg.), Staat, Kirche, Wissenschaft in einer pluralistischen Gesellschaft, FS P. Mikat, 1989, S. 545-563 (GS IV, S. 471–489);
- (A:) Staatskirchenrecht und Kulturverfassung des Grundgesetzes 1949–1989, in: K. W. Nörr (Hg.), 40 Jahre Bundesrepublik Deutschland – 40 Jahre Rechtsentwicklung. Ringvorlesung der Juristischen Fakultät der Universität Tübingen 1989, Tübingen 1990, S. 1-27 (GS IV, S. 917–945);
- (A:) Religionskunde im Lichte der Religionsfreiheit. Zur Verfassungsmäßigkeit des LER-Unterrichts in Brandenburg, ZevKR 44, 1999, S. 147–225 (GS V, S. 485-561);
- (A:) Religionsunterricht für Muslime? Kulturelle Integration unter Wahrung der religiösen Identität, JZ 1999 (GS V, S. 579–622);
- (A:) Religionsbedingte Spannungen im Kulturverfassungsrecht, in: M.-E. Geis/D. Lorenz (Hg.), Staat – Kirche – Verwaltung, FS H. Maurer, München 2001, S. 351-379 (GS V, S. 365–400);
- (A:) Grundfragen der theologischen Fakultäten seit der Wende, in: H. de Wall/M. Germann (Hg.), Bürgerliche Freiheit und Christliche Verantwortung, FS Chr. Link, Tübingen 2003, S. 213–299 (GS V, S. 401-484);
- (A:) Thesen zum Staat-Kirche-Verhältnis im Kulturverfassungsrecht, in St. Muckel (Hg.), Religion und Kirche im sozialen Rechtsstaat, FS W. Rüfner, Berlin 2004, S. 189-216 (GS V, S. 647–674);
- (A:) Theologie zwischen Staat und Kirche im freiheitlichen Verfassungsrecht, ZThK 103, 2006, S. 95–142 (GS VI, S. 419-464);
- (A:) Neue Formen des Religionsunterrichts? Konfessionell – unkonfessionell – interreligiös – bikonfessionell – „für alle“ – konfessionell- kooperativ? In: R. Grote u. a. (Hg.), Die Ordnung der Freiheit, FS Chr. Starck, Tübingen 2007, 1093-1128 (GS VI, S. 379–418);
- (A:) Korollarien zur „Weiterentwicklung von Theologien und religionsbezogenen Wissenschaften“ – im Spiegel der Wissenschaftsratsempfehlungen vom 29. Januar 2010, ZevKR 2010, S. 118–226.
- (A:) 99 Thesen zur „Weiterentwicklung von Theologien und religionsbezogenen Wissenschaften“, ZThK 2010, S. 372–414 (GS VI, S. 465-506);
- (A:) Zur Zukunft der theologischen Forschung und Lehre in Berlin, ZThK 114, 2017, S. 330–365 (GS VII, S. 258-288).

### Zur deutschen Wiedervereinigung 1990
- (M:) Die Vereinigung der evangelischen Kirchen in Deutschland, Tübingen 1990;
- (M:) Die deutsche Einheit als Verfassungsfrage. Abh. Heidelb. Akad. der Wiss., Heidelberg 1995;
- (A:) Die Wiedervereinigung der deutschen evangelischen Kirchen, ZRG KA 1992, S. 401–516 (GS III, S. 73–178);
- (A:) Die Legitimation des Grundgesetzes durch das deutsche Volk, in: J. Isensee/P. Kirchhof (Hg.), Handbuch des Staatsrechts der Bundesrepublik Deutschland (HStR), Bd. VIII, Heidelberg 1995, § 197, S, 489–555 (GS III, S. 3–72).